# San Antonio Ixtatetla
San Antonio Ixtatetla är en ort i Mexiko.   Den ligger i kommunen Huayacocotla och delstaten Veracruz, i den sydöstra delen av landet, 160 km nordost om huvudstaden Mexico City. San Antonio Ixtatetla ligger 1 451 meter över havet och antalet invånare är 116.
Terrängen runt San Antonio Ixtatetla är bergig söderut, men norrut är den kuperad. San Antonio Ixtatetla ligger uppe på en höjd. Runt San Antonio Ixtatetla är det ganska glesbefolkat, med 38 invånare per kvadratkilometer. Närmaste större samhälle är Xochiatipan de Castillo, 19,4 km nordost om San Antonio Ixtatetla. Omgivningarna runt San Antonio Ixtatetla är en mosaik av jordbruksmark och naturlig växtlighet.